# Leopold I. ze Šternberka
Leopold I. ze Šternberka, recte Josef Leopold hrabě ze Sternbergu (24. září 1770 Praha – 18. února 1858 Vídeň) byl český šlechtic z Leopoldovy linie hraběcího rodu Sternbergů (Šternberků). Postupně zdědil a koupil rozsáhlá panství v Čechách a na Moravě, takže se stal jedním z nejbohatších šlechticů v zemi.

## Život
Narodil se jako syn Františka Adama ze Šternberka (1711–1789) a jeho třetí manželky Marie Anny z Wilczeku (1736–1807). Měl staršího nevlastního bratra Adama (1751–1811), který zůstal svobodný a tudíž bez přímých dědiců.
Leopold I. získal titul c. k. komořího (1791) a svatováclavského rytíře (Equus Sancti Wenceslai, 1792).
Zemřel ve věku 88 let na ochrnutí plic a 23. února 1858 byl pohřben po boku své manželky v kaplové hrobce sv. Rozálie v Malenovicích, kterou nechal úpravou barokní kaple v roce 1835 zbudovat.

## Majetek
Po otci zdědil v roce 1789 panství Žirovnice v jižních Čechách, do roku 1811 ho vlastnil společně s bratrem Adamem. 

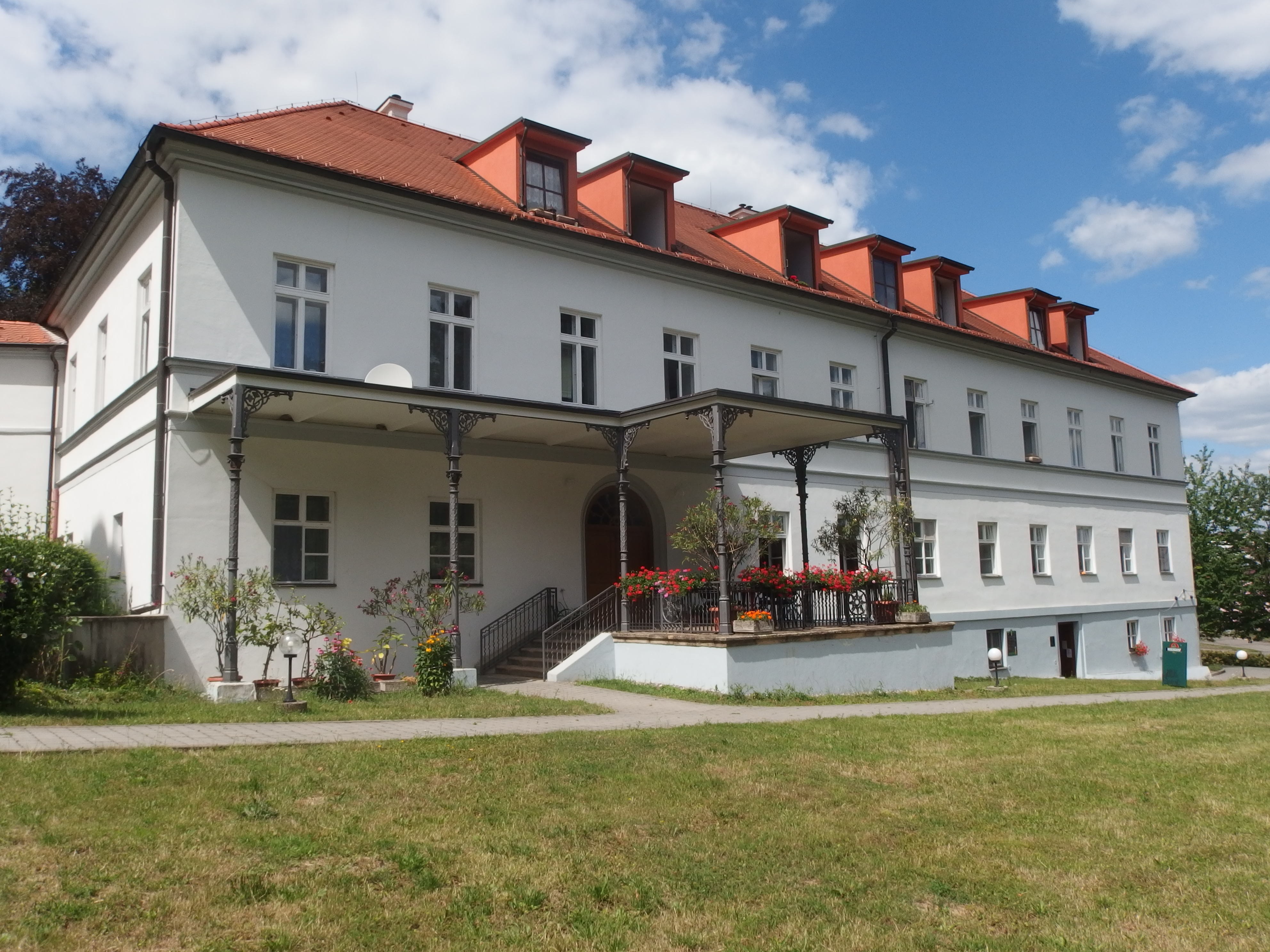
Zámek Pohořelice

V roce 1804 koupil od Antonie hraběnky ze Salm-Neuburgu, provdané hraběnky Czerninové z Chudenic (1776–1840) za 660 000 zlatých panství Malenovice s hradem a statek Pohořelice se zámkem na Moravě. Zámek Pohořelice se stal jeho oblíbeným letním sídlem. Zámek upravil, nechal ho vyzdobit malbami, dal postavit jízdárnu, skleník a kolem zámku založil anglický park. Na hradě v Malenovicích sídlila hospodářská správa panství. V Malenovicíh byla také nákladem Leopolda I. postavena škola  (1832) a kostel sv. Mikuláše (1845).
Po smrti posledního mužského příslušníka Damiánovy linie Františka Josefa ze Šternberka a Manderscheidu (1763–1830) zdědil majorát Zásmuky a Častolovice v Čechách.
Byl také lenním pánem měst, respektive obcí a jejich okolí Lieborose, Reicherskreuz, Sarkow a Leskow v Lužici. Ty mu odkázal jeho bratranec, spoluzakladatel Národního muzea Kašpar Maria ze Šternberka (1761–1838).

## Rodina
Ve Vídni se 14. května 1799 oženil se s Marií Karolínou z Walseggu (19. 1. 1781 Vídeňské Nové Město – 2. 6. 1857 Vídeň), dcerou Františka Josefa Antonína z Walseggu a jeho manželky Marie Karolíny z Lamberg-Sprinzensteinu. Manželka byla dámou Řádu hvězdového kříže (1803).
Narodily se jim následující děti:
- 1. Marianna (31. 5. 1800 – 19. 9. 1813)
- 2. Nina (asi */† 1801)
- 3. Rosina (4. 5. 1802 – 15. 10. 1870 Slabce)
  - ⚭ (29. 4. 1828) Jiří Leopold princ ze Salm-Salmu (*12.4.1793, +20.11.1836)
- 4. Karolína (9. 7. 1804 Pohořelice[11] – 31. 12. 1881 Vídeň) 
  - 1. ⚭ (8. 4. 1823 Vídeň) Eduard Karel hrabě z Lambergu (18. 7. 1800 – 30. 11. 1825)
  - 2. ⚭ (13. 10. 1851 Mauer bei Wien) Karel August Leopold Bigot de Saint-Quentin (12. 6. 1805 Neuburg an der Donau – 8. 9. 1884 Kvasice)
- 5. Adolf Vratislav (29. 11. 1805 Pohořelice[12]–1806)
- 6. Adolf Josef (25. 5. 1807 – 22. 2. 1827 Brno)
- 7. Jaroslav (11. 2. 1809 Zásmuky – 18. 7. 1874 Praha; pohřben v kapli Narození Panny Marie v Zásmukách), majitel majorátu
  - ⚭ (28. 4. 1835 Budapešť) Eleonora svobodná paní Orczy de Orczi (16. 5. 1811 – 20. 12. 1865 Padova)
- 8. Leopold II. (22. 12. 1811 Pohořelice – 21. 9. 1899 Rájec nad Svitavou; pohřben ve Šternberské hrobce v Malenovicích), další majitel majorátu, zakladatel linie Častolovice
  - ⚭ (4. 8. 1863 Vídeň) Aloisie, resp. Luise princezna z Hohenlohe-Bartenstein-Jagtsbergu (21. 8. 1840 – 16. 1. 1873)
- 9. Zdeněk (8. 6. 1813 Pohořelice – 9. 3. 1900 Vídeň; pohřben ve Šternberské hrobce ve Stupně), dědic panství Radnice, zakladatel linie Český Šternberk a Jemniště
  - ⚭ (17. 7. 1845 Vídeň) Marie Žofie hraběnka ze Stadion-Thannhausenu (3. 2. 1819 Vídeň – 2. 2. 1873 Vídeň)
- 10. Alois (19. 5. 1815 – 7. 5. 1835)

Od roku 1830 byl vychovatelem Leopoldových dětí zakladatel české archeologie Jan Erazim Vocel (1802–1871).